# Kaczmarówka (Pawłokoma)
Kaczmarówka – część wsi Pawłokoma w Polsce położona w województwie podkarpackim, w powiecie rzeszowskim, w gminie Dynów.
W latach 1975–1998 Kaczmarówka administracyjnie należała do województwa przemyskiego